# Мої перші дні у Білому домі
Мої перші дні у Білому домі (англ. My First Days in the White House)  - книга написана сенатором Х'юї Лонгом і видана після його трагічної загибелі.

## Мої перші дні у Білому домі
Х'юї Лонг детально розповідає чим він збирається займатись на посаді президента після перемоги на виборах 1936 року. Яким чином буде реалізовуватись програма «Розділимо наші багатства» (англ. Share Our Wealth), якою буде внутрішня і зовнішня політика, хто буде її реалізувати. 
Представлено персональний склад потенційної адміністрації:
- Державний секретар: Вільям Бора (англ. William E. Borah)
- Міністр фінансів: Джеймс Козенс (англ. James Couzens)
- Міністр оборони: Смідлі Д. Батлер (англ. Smedley D. Butler)
- Морський міністр: Франклін Рузвельт (англ. Franklin D. Roosevelt)
- Міністр внутрішніх справ:  Літл Браун (англ. Lytle Brown)
- Міністр торгівлі:  Герберт Гувер (англ. Herbert Hoover)
- Міністр юстиції: Френк Мерфі (англ. Frank Murphy)
- Міністр праці: Едвард Кетінг (англ. Edward Keating)

Особливістю потенційного уряду Лонга стало включення до списку міністрів двох його попередників на посаді президента: Герберта Гувера та Франкліна Рузвельта.